# Gromiida
Gromiida — порядок одноклітинних організмів відділу церкозоїв (Cercozoa).

## Класифікація
Порядок містить три родини:
- Gromiidae (вид Gromia sphaerica)
- Psammonobiotidae
- Pseudodifflugiidae